# Race for Glory
"Race for Glory" (ook bekend als "American Built") is een Amerikaanse actiefilm uit 1989 van regisseur Rocky Lang. De muziek was van Jay Ferguson en de hoofdrollen werden gespeeld door Alex McArthur, Peter Berg, Pamela Ludwig, Ray Wise, Oliver Stritzel en Barbara Blossom.

## Verhaal
De jonge coureur Cody Gifford (Alex Mcarthur) neemt met een door zijn vriend en monteur Chris Washburn (Peter Berg) zelf gebouwde motorfiets deel aan een wedstrijd in de Verenigde Staten, als hij wordt opgemerkt door Jack Davis (Ray Wise), de talentscout van het grote Japanse merk "Samurai". Davis biedt Gifford aan om met een Samurai-racer deel te nemen aan wedstrijden om het wereldkampioenschap wegrace. Samurai heeft echter al een onbetwiste nummer één: de Oostenrijkse drievoudig wereldkampioen Klaus Kroeter (Oliver Stritzel). Daarom zal Clifford nog geen deel uitmaken van het officiële fabrieksteam en mag Washburn als zijn monteur/tuner optreden. Bij de eerste race, de Grand Prix van Tsjecho-Slowakije leren Gifford en Wasburn het GP-circus kennen, waaronder Lala Giacomo (Daniel Lombart), een flamboyante Italiaanse privérijder. Wasburn bouwt tegen de wil van de fabriek de motorfiets zelf op, maar tijdens de eerste training komt Gifford ten val door een vastloper. Samurai besluit daarop dat Washburn niet meer alleen aan de motorfiets mag sleutelen: hij krijgt hulp van Fujimoto, een vaste monteur van de fabriek. Fujimoto en Washburn bouwen de machine voor de Belgische Grand Prix samen op, met succes. Hoewel Kroeter wint wordt Gifford vierde in de race. Washburn wordt door de fabriek echter steeds meer buitenspel gezet, vooral als Gifford wordt opgenomen in het officiële fabrieksteam en het prototype van de Samurai RZ 500 toegewezen krijgt. Hoewel Gifford het daar niet mee eens is, kiest hij voor zijn carrière bij Samurai en Washburn reist samen met Gifford's vriendin Jenny (Pamela Ludwig) af naar de VS. Intussen ziet Klaus Kroeter zijn positie bij het team in gevaar komen en hij wordt Gifford's grootste vijand. Tijdens de Grand Prix van Joegoslavië maakt Kroeter een gevaarlijke beweging waardoor Gifford moet remmen en wordt aangereden door Lala Giacomo. Giacomo raakt daardoor gedeeltelijk verlamd, iedereen legt de schuld bij Gifford en die verlaat Europa om ook terug te gaan naar de VS. 
Intussen is Chris Washburn verder gegaan met de ontwikkeling van zijn eigen motorfiets, de "American Built". Gifford en Washburn leggen hun onenigheid bij en Gifford herovert ook Ginny. Een week voor de GP van Frankrijk besluiten ze de "American Built" op te bouwen en af te reizen naar Europa. Voor de race wordt de vriendschap tussen Giacomo en Gifford bekrachtigd en ook Gifford's ontdekker Jack Davis komt zijn steun betuigen. Vanzelfsprekend ontstaat er in de wedstrijd een gevecht tussen Kroeter en Gifford, dat de laatste wint als de machine van Kroeter vlak voor de finish stuk gaat. 

## Stuntrijders
Voor de film werden opnamen gemaakt Tijdens de Belgische GP van 1988, de Franse GP van 1988 en de Joegoslavische GP van 1988. Daarvoor werden de motorfietsen van echte coureurs in de kleuren van "Samurai" respectievelijk "American Built" gespoten. Als rijders traden Mike Baldwin en Fabio Barchitta (beiden Katayama-Honda) en Donnie McLeod (privé-Honda) op. Daarnaast werden er actiebeelden gemaakt met de reeds "gepensioneerde" Clive Horton. 